# Mount Elliott, British Columbia
Mount Elliott är ett berg i Kanada.   Det ligger i provinsen British Columbia, i den sydvästra delen av landet, 3 800 km väster om huvudstaden Ottawa. Toppen på Mount Elliott är 1 557 meter över havet, eller 1 226 meter över den omgivande terrängen. Bredden vid basen är 15,5 km.
Terrängen runt Mount Elliott är bergig västerut, men österut är den kuperad.Trakten runt Mount Elliott är nära nog obefolkad, med mindre än två invånare per kvadratkilometer.. Närmaste större samhälle är Woss, 10,1 km sydväst om Mount Elliott.
I omgivningarna runt Mount Elliott växer i huvudsak barrskog.